# 宮口治子
宮口 治子（みやぐち はるこ、1976年〈昭和51年〉3月5日 - ）は、日本の政治家、元フリーアナウンサー、元参議院議員（1期）。政治団体「結集ひろしま」副代表、ヘルプマーク・ヘルプカード普及啓発活動団体「ハートエイド」代表。本名は福田 治子（ふくだ はるこ）。

## 来歴
広島県福山市生まれ。福山暁の星女子中学校・高等学校、大阪音楽大学音楽学部声楽科卒業。2000年4月、瀬戸内海放送の関連会社キャストKSBパートナーズに入社。キャスター・レポーター、エフエムふくやまパーソナリティを歴任した。
2021年2月5日、広島県選出の河井案里参議院議員の当選無効が確定（河井夫妻選挙違反事件）。2月18日、自民党広島県連の宮澤洋一会長は党本部で二階俊博幹事長と会談し、再選挙に向けて、元経済産業省官僚の西田英範を公認するよう申請した。2月19日、立憲民主党内で元検事の郷原信郎の擁立論が浮上していることが共同通信を通じて報じられた。3月9日、郷原は不出馬を表明。このため同党は人選を急ぎ、3月14日、宮口の擁立を決定した。3月20日、宮口が記者会見を開き、立候補を正式に表明。同月に立憲民主党・社会民主党・新社会党の県内組織などで構成される、野党連携を推し進めるための政治団体「結集ひろしま」（代表：佐藤公治衆議院議員）の副代表に就任。3月30日には日本共産党も宮口の支持を決定した。
同年4月25日に行われた参議院広島県選挙区の再選挙に政治団体「結集ひろしま」公認で立候補。自民党公認の西田らを破り、初当選し、自民党が結党された1955年以降、自民党の地盤の厚い広島県選挙区で非自民による改選2議席の独占は初となった。4月27日、当選証書付与式に宮口本人が出席し広島県選挙管理委員会から当選証書を受け取った（任期開始日は4月25日で残りの任期は2025年7月28日まで）。27日、立憲民主党系の参議院院内会派に参加。4月28日、初登院し、会派の議員総会に出席した後、参議院本会議に出席した。
2021年12月28日付で立憲民主党に入党。
2024年11月26日、立憲民主党広島県連は広島市内で記者会見を開き、定員2の広島選挙区で2人とも当選することは困難だとして、2025年に行われる第27回参議院議員通常選挙の候補者を2019年に当選した森本真治に一本化し、党本部に公認を申請することを明らかにした。
2025年1月20日午後、国会内で小川淳也幹事長と面会し、離党届を提出した。7月末までの残りの任期はどの会派にも属さず無所属で活動し、それ以降のことは白紙としながらも政治家を続けたい意欲を示し、無所属で広島選挙区に出ることはないと断言した。離党の理由としては広島選挙区で立候補ができないこと、処遇について党から代案が示されなかったことを挙げた。28日、党常任幹事会で離党届が受理された。2月14日には立憲民主党会派からも退会した。6月13日、参院選への出馬を見送ると自身のXで表明した。

## 選挙歴
| 当落 | 選挙                   | 執行日        | 年齢 | 選挙区       | 政党         | 得票数    | 得票率 | 定数 | 得票順位 /候補者数 | 政党内比例順位 /政党当選者数 |
| ---- | ---------------------- | ------------- | ---- | ------------ | ------------ | --------- | ------ | ---- | ------------------ | ---------------------------- |
| 当   | 第25回参議院議員再選挙 | 2021年4月25日 | 45   | 広島県選挙区 | 結集ひろしま | 37万860票 | 48.36% | 1    | 1/6                | /                            |

## 政治資金
- 2021年6月から12月までの間、車両リース代として月3万3884円（合計23万7188円）を宮口の母や兄が取締役を務めるミヤグチ興産（井原市）に支出していた。後援会の担当者は「価格は適正と考えており、法的に問題ない。宮口氏が母や兄と生計を一緒にしているわけでもない」と説明した一方、弁護士の郷原信郎は「自らや親族に利益を生じさせたとの疑念を持たれかねない。資金管理団体には（政党を介して）公金が支出されており、モラルが問われる」と指摘していた[35]。

## 人物
離婚歴があり、子は双子の男の子と年子の女の子の3児。長男に重度の発達障害があることもあり、2014年には「ヘルプマーク」の普及啓発活動を行う市民団体を立ち上げた。現在の夫は国民民主党衆議院議員の福田玄。